# 안젤리나 요르단
안젤리나 요르단(Angelina Jordan, 2006년 1월 10일 ~ )은 노르웨이의 가수이다. 2014년 7세 시절 《노르웨이 갓 탤런트》에 참가해 빌리 홀리데이의 "Gloomy Sunday"를 부른 영상이 전 세계적으로 바이럴 되면서 이름을 알렸다.

## 음반 목록

### EP
- Angelina Jordan (2017)

### 창며
- My Christmas (2014)
- It's Magic (2018)